# Russian Circles
A Russian Circles amerikai post-metal/post-rock együttes. Instrumentális zenét játszanak. 

## Története
2004-ben alakultak meg Chicagóban, Mike Sullivan gitáros és Colin DeKuiper basszusgitáros alapításával. Felfogadták maguk mellé Dave Turncrantz dobost is. Első kiadványuk egy EP volt, amely a zenekar nevét viselte, és megalakulásuk évében adták ki. Első nagylemezüket 2006-ban jelentették meg. 2007-ben DeKuiper kivált a Russian Circles-ből. Így a második nagylemezükön a Botch illetve These Arms Are Snakes zenekarok tagja, Brian Cook basszusgitározott, aki egyben az együttes teljes jogú tagja lett. 2009-es harmadik lemezük 24. helyezést ért el a Billboard magazin listáján. 2011-ben leszerződtek a Sargent House kiadóhoz, és ugyanebben az évben piacra dobták negyedik albumukat. Ezután turnéztak a Deafheavennel. 2013-ban megjelent ötödik albumuk is, 2016-ban pedig egy újabb stúdióalbumot dobtak piacra.

## Tagjai
- Mike Sullivan - gitár
- Dave Turncrantz - dob
- Brian Cook - basszusgitár[2]

## Korábbi tagok
- Colin DeKuiper - basszusgitár[2]

## Diszkográfia
- Enter (2006)
- Station (2008)
- Geneva (2009)
- Empros (2011)
- Memorial (2013)
- Guidance (2016)
- Blood Year (2019)

## Egyéb kiadványok
- Russian Circles (EP, 2004)
- Upper Ninety (kislemez, 2006)
- Russian Circles / These Arms Are Snakes (split lemez, 2008)
- Live at Dunk!Fest (2017)